# Яхадыяха (впадает в Обскую губу)
Яхадыяха (также Яда-Яходы-Яха, Ядаяхадыяха) — река в России, протекает по Ямало-Ненецкому АО. Длина реки составляет 239 км. Площадь водосборного бассейна — 3850 км². 
Река вытекает из небольшого безымянного озера в южной части полуострова Ямал, к юго-востоку от озёр Яррото 1-е и Яррото 2-е, на высоте более 51 м над уровнем моря. В верховьях преимущественно течёт на юг, перед впадением Порцаяхи поворачивает на юго-восток. Активно меандрирует. В бассейне находится большое число некрупных озёр. Впадает несколькими рукавами с запада в Обскую губу у мыса Слинкина, в 30 км к северо-востоку от устья протоки Хаманельская Обь. Перед устьем ширина реки составляет 61-70 м, а глубина — 3-4 м. Скорость течения в низовьях — 0,3-0,6 м/с, перед устьем река испытывает приливо-отливные течения.

## Основные притоки
Указаны поименованные притоки длиной 30 км и более .
| Название         | Расстояние от устья | Длина | Положение |
| ---------------- | ------------------- | ----- | --------- |
| Нямголъяха       | 47                  | 106   | левый     |
| Пятаюн (протока) | 52                  | 59    | правый    |
| Вэлеръяха        | 58                  | 35    | правый    |
| Яхадыхадыта      | 102                 | 53    | правый    |
| Вандеяха         | 129                 | 48    | левый     |
| Порцаяха         | 134                 | 84    | левый     |

## Данные водного реестра
По данным государственного водного реестра России относится к Нижнеобскому бассейновому округу, водохозяйственный участок — реки западного участка бассейна Обской губы, речной подбассейн реки — Обь ниже впадения Северной Сосьвы. Речной бассейн реки — (Нижняя) Обь от впадения Иртыша.
Код объекта в государственном водном реестре — 15020300312115300046960.